# Parsęta

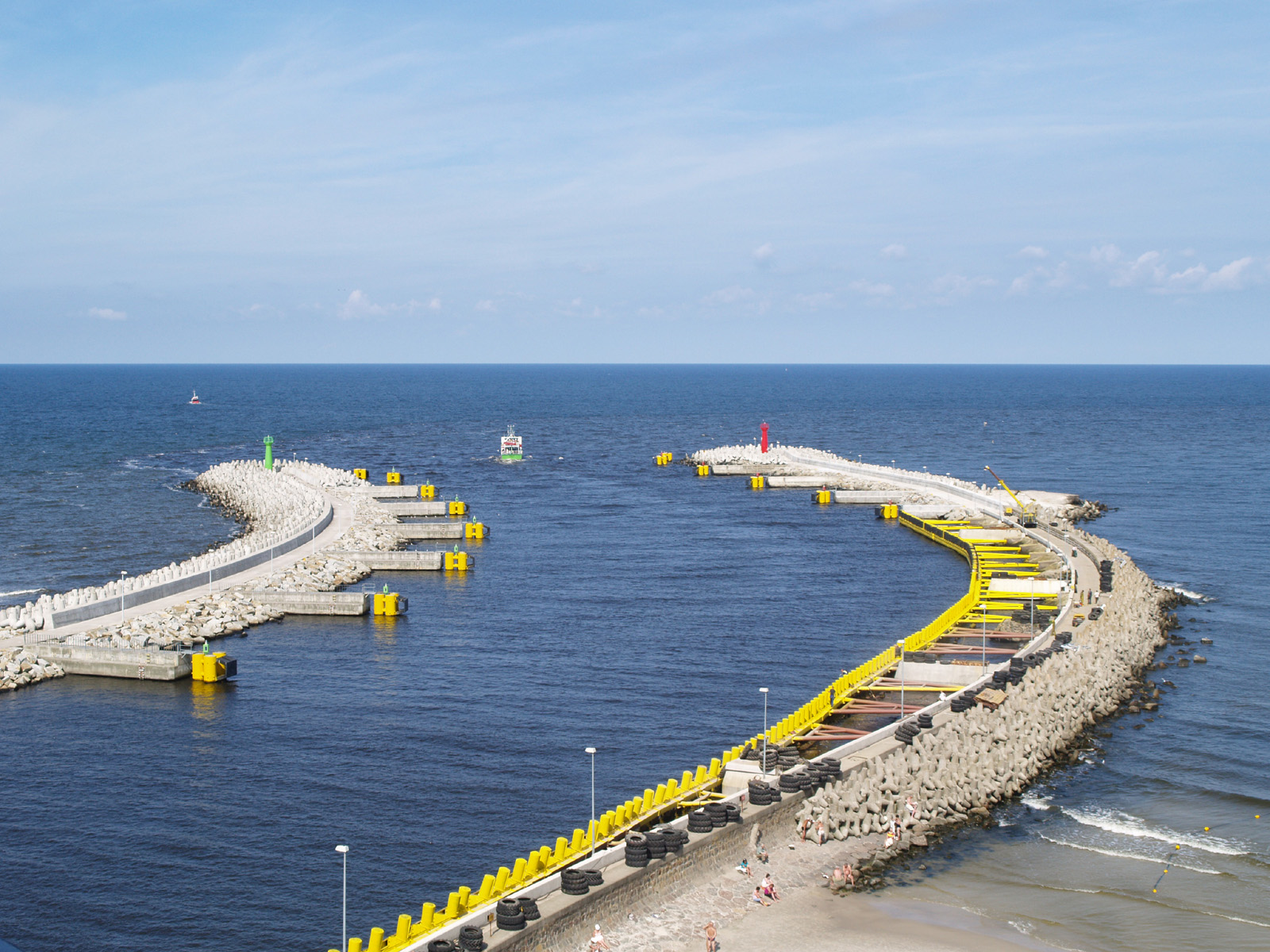
Parsta - Cảng Kołobrzeg (tháng 8 năm 2010)

```
Parsta
 (
tiếng Đức
: 
Persante
) là một con sông ở 
Tây Pomeranian Voivodeship
 (
Zachodniopomorskie
) của tây bắc 
Ba Lan
, một nhánh của 
biển Baltic
, với 
chiều dài
 
143
 
km (89
 
mi)
 và diện tích lưu vực 
3.084
 
km
2
 (1.191
 
dặm
 
vuông
 
Anh)
.
[
1
]
```

Thị trấn:
- Białogard
- Kołobrzeg
- Karlino

Chi lưu:
- Bukowa
- Radew
- Mogilica